# Chamaeleo zeylanicus
Chamaeleo zeylanicus este o specie de cameleon din genul Chamaeleo, familia Chamaeleonidae, ordinul Squamata, descrisă de Laurenti 1768. Conform Catalogue of Life specia Chamaeleo zeylanicus nu are subspecii cunoscute.